# Símon Petliura
Símon Vassílovitx Petliura (ucraïnès: Си́мон Васи́льович Петлю́ра, AFI /ˈsɪmon pɛt'ljurɐ/ transliterat Symon Vasyl'ovyč Petljura, romanitzat Símon Vassílovitx Petliura, tot i que també es pot trobar com a Simon Petlura, Symon Petlura, Symon Petlyura, o Symon Petljura; Poltava, 10 de maig [C.J. 22 de maig] de 1879 - París, 25 de maig de 1926) fou un polític i periodista ucraïnès. Va ser un dels personatges més importants del moviment nacional, comandant suprem de l'Exèrcit i el tercer President de la República Popular d'Ucraïna.
Home de lletres, va ser una de les figures clau del moviment socialista ucraïnès al començament del segle xx. Autonomista, i després independentista, Símon Petliura va participar en la formació d'un exèrcit ucraïnès i va lluitar contra el bolxevisme durant la Revolució Russa. Vençut, va marxar a l'estranger i va dirigir el govern ucraïnès a exili.
Els pogroms que es van desenvolupar sobre el territori ucraïnès en aquesta època i el motiu del seu assassinat són a l'origen d'una viva controvèrsia sobre la seva persona. Per això, Símon Petliura ocupa un lloc particular en la història de les relacions ucraïnesojueves.

## Biografia

### Joventut, activitat política i intel·lectual
Procedent d'una família cosaca ortodoxa, Símon Petliura va néixer el 1879 als suburbis de Poltava, ara Ucraïna (llavors Imperi Rus). Va ser el tercer fill d'una família de nou infants, quatre germans i cinc germanes, i tres més que van morir en la infància. Els seus pares, Vassil Petliura i la seva dona Olha (nascuda Martxenko), eren de condició relativament modesta i posseïen una petita empresa de lloguer de cotxes. Va ser l'únic que va cursar estudis, no al col·legi privat per falta de mitjans, sinó en un centre religiós.. El seu pare, un cop vidu, va prendre el vots monàstics com a monjo amb el nom d'Arkadi. Va ser un dels fundadors de l'església del Monestir de la Santíssima Trinitat i Sant Jonàs a Kíev, i va morir amb el rang de hieromonjo.
A l'edat de 16 anys, en 1895, va estudiar al seminari de la ciutat, però en fou exclòs el 1901 per haver aplegat un moviment clandestí, al qual es va adherir el 1898, anomenat hromada. Apareguda el 1860, hromada era una associació cultural de la intel·ligència ucraïnesa formada per estudiants de tendència socialista que es definia com a propera al poble. Des de llavors, va continuar preparant els seus exàmens pels seus propis mitjans, i va fer classes per guanyar-se la vida. A partir del 1900 esdevingué membre actiu i un dels fundadors del Partit Revolucionari Ucraïnès (Революційна Українська Партія). El 1902, sota amenaça de detenció, va marxar a Krasnodar al Kuban, on fou professor en una escola. Després va treballar durant dos anys com a arxiver dels cosacs del Kuban. El desembre 1903, Símon Petliura va ser detingut tant pel seu compromís en la secció local del Partit Revolucionari Ucraïnès de Krasnodar, la Vilna Hromada (societat lliure), com per haver publicat articles antitsaristes fora de l'Imperi, en la premsa ucraïnesa. Va ser alliberat el març de 1904.
Després va marxar a Kíev i Lviv, a l'Imperi Austrohongarès, on es va fer anomenar Sviatoslav Tagon. Va publicar i va treballar amb Ivan Frankó i Volodímir Hnatiuk com a redactor en cap per al diari Literaturno-Naukovi Zbirnik (La Col·lecció científico-literària) de la Societat Científica Xevtxenko. Símon Petliura va participar també com a coeditor a la revista Volia i va contribuir a nombrosos articles per a la premsa ucraïnesa de Galítsia. Al final de l'any 1905, quan el Partit revolucionari ucraïnès va prendre el nom de Partit Obrer Socialdemòcrata Ucraïnès (соціал-демократична робітнича партія), Símon Petliura formava ja part dels seus dirigents, al costat de Volodímir Vinnitxenko sobretot. Contràriament a aquest últim, Símon Petliura representa el corrent del Partit que privilegia en primer lloc l'emancipació nacional, i deixa per a després la causa social i la de la igualtat entre els ciutadans d'Ucraïna. Al mateix temps, Símon Petliura fou conscient dels perills del nacionalisme ascendent i escrivia, ja des del gener de 1906, que el seu Partit havia de lluitar contra el xovinisme. Va posar en guarda els ucraïnesos de Galítsia contra la utilització de temes purament nacionalistes en la lluita per la justícia social.

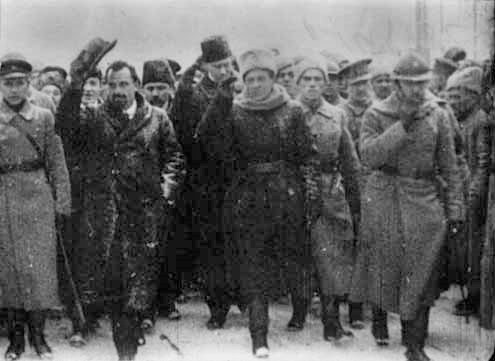
Símon Petliura en el centre de la foto i Volodímir Vinnitxenko a la seva dreta

Durant aquest període, va tornar breument a Kíev, i després va anar a la capital russa de Sant Petersburg per publicar la revista mensual social-demòcrata Vil'na Ukraïna. (la Ucraïna lliure). Després de la censura d'aquesta revista, es va retirar a Kíev i va treballar per a la revista Rada. (El Consell). De 1907 a 1909 Símon Petliura va esdevenir el redactor en cap de la revista literària Slovo (La Paraula) i el coeditor d'Ukraïna. (Ucraïna). Entre les seves nombroses lectures de llavors, es poden citar les obres de Taràs Xevtxenko o fins i tot els escrits de Karl Marx.
El 1909, les autoritats russes van censurar les seves publicacions. Símon Petliura va haver de marxar de Kíev i se'n va anar a Moscou on va treballar breument com a comptable. És aquest període, a l'edat de 30 anys, que es va casar amb Olha Bilska, amb qui va tenir una noia, Lèssia, el 1911. Més tard, el 1912, va esdevenir coeditor del diari en llengua russa Ukrainskaia jizn’ (la vida ucraïnesa) fins a maig del 1917. Símon Petliura va ser d'altra banda, del 1916 fins al començament de l'any 1917, diputat plenipotenciari al comitè d'ajuda per al front occidental rus. En el transcurs d'aquest període, es va constituir una lògia maçònica coneguda com a «Jove Ucraïna». Símon Petliura va ser un dels seus membres abans de convertir-se l'abril del 1919 en Gran Mestre de la Gran Lògia d'Ucraïna fins al 1922.

### De la proclamació d'independència a la caiguda de l'Hetmanat

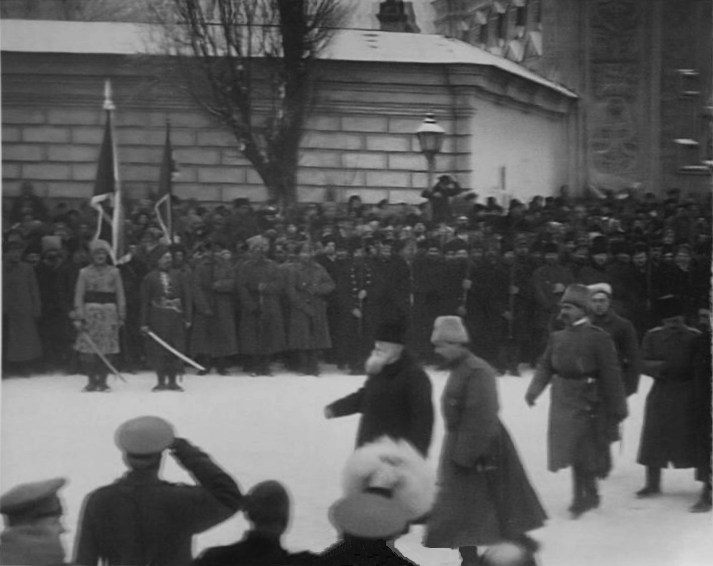
El President de la Rada, Mikhailo Hruixevski, passa a revista les tropes de l'Exèrcit de la República popular ucraïnesa

La lluita per preservar la independència ucraïnesa és indissociable del paper que va jugar en aquest període Símon Petliura. El maig de 1917, en el marc d'un congrés, va ser escollit un comitè general militar amb Símon Petliura al capdavant. En la proclamació del Consell central ucraïnès el 28 de juny de 1917, va esdevenir primer secretari d'afers militars. En principi observadora, la Rada Central va decidir finalment de participar en les converses de Brest-Litovsk el 28 de desembre de 1917. En desacord amb això, Petliura va dimitir de les seves responsabilitats de govern el 31 de desembre i va marxar per organitzar el batalló dels haidamaks d'Ucraïna Sloboda. Aquest batalló va tenir un paper essencial contra l'Arsenal en gener 1918, una fàbrica de munició que va ser el centre d'una insurrecció bolxevic armada a la capital, per fer caure el govern ucraïnès de la Rada Central. Va rebutjar d'altra banda l'Exèrcit Roig en gener-febrer de 1918 a Kíev. La independència total d'Ucraïna va ser proclamada el 22 de gener del 1918.
L'abril de 1918, Símon Petliura estigué al capdavant de l'administració de la província de Kíev i de la Unió de les províncies d'Ucraïna. Un cert temps després del cop d'estat del 29 d'abril de 1918 conduït pel general Pavlò Skoropadski, amb el suport de l'Imperi Alemany i de l'Imperi Austrohongarès, el juliol de 1918, Símon Petliura va ser detingut i empresonat. Les administracions de les províncies eren hostils al govern de l'ataman Skoropadski que s'assegurà el control d'aquestes últimes. Símon Petliura va ser alliberat quatre mesos més tard i s'incorporà a l'oposició a Bila Tserkva. La Unió Nacional ucraïnesa va crear el Directori d'Ucraïna (segon període de la República Popular d'Ucraïna) per suprimir i reemplaçar l'Hetmanat (nom del govern de Skoropadski). Volodímir Vinnitxenko en va esdevenir el seu president el 13 de novembre de 1918 i Símon Petliura l'otaman en cap (ministre de la guerra). L'ataman Skoropadski va ser enderrocat el 14 de desembre del 1918. i la República Popular d'Ucraïna fou restaurada el 19 de desembre de 1918. Però més tard, abandonat davant de l'agressió de l'Exèrcit Roig i amb la retirada de l'exèrcit ucraïnès de Kíev, Vinnitxenko va dimitir i va ser reemplaçat per Símon Petliura l'11 de febrer de 1919. L'Entesa va associar equivocadament el moviment nacional ucraïnès, àmpliament representat amb partits socialistes, amb un grupuscle bolxevic. Símon Petliura va marxar del seu partit polític, igual com ho va fer el seu primer ministre del moment Serhí Ostàpenko, per poder negociar un acord amb aquesta.

### De la presa de Kíev per l'exèrcit roig a l'aliança amb Polònia
El febrer de 1919, l'Exèrcit Roig va prendre Kíev, abandonada pel govern del Directori. En una atmosfera caòtica, van tenir lloc nombrosos aixecaments de pagesos a Ucraïna, comandats per l'anarquista Makhnò o fins i tot l'otaman Grigoriev, aliat successiu de Petliura, dels bolxevics i de les forces blanques del general Anton Denikin. És en aquest caos que es van perpetrar nombrosos pogroms a Ucraïna, alguns dels quals per part de tropes de l'UNR encara sota la responsabilitat de Símon Petliura, prop de la meitat segons diverses fonts. Per fer-hi front, Símon Petliura va prendre diverses mesures, incloent-hi la pena de mort. El govern del Directori es va desplaçar primer de tot a Vínnitsia, després a Kàmianets-Podilski (Podíl·lia), que va continuar sent l'únic territori realment controlat per les tropes que continuaven sent fidels a Símon Petliura.
Petliura, que comandava l'Exèrcit popular ucraïnès, el va ajuntar a l'Exèrcit ucraïnès de Galítsia (UHA) per combatre l'Exèrcit Blanc i l'Exèrcit Roig. Igualment va haver de lluitar contra els anarquistes de Nèstor Makhnò, aliats al principi amb l'Exèrcit Roig. Símon Petliura, que va ser sempre favorable a una cooperació amb els països de l'Entesa, esperava obtenir el suport de França en el moment de la seva intervenció, però fou en va. El 5 de desembre del 1919, l'Exèrcit ucraïnès es va trobar envoltat a Volínia per tots els protagonistes, incloses les tropes poloneses. Després que l'UHA hagués establert una aliança separada amb l'Exèrcit Blanc, Petliura va tenir la possibilitat d'obrir negociacions amb Polònia.

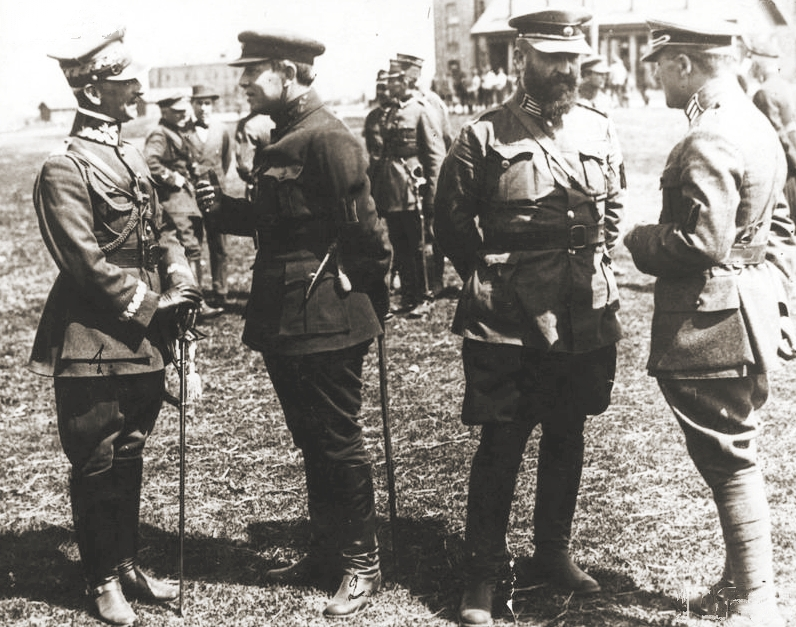
Amb oficials polonesos, durant l'Operació Kíev (1920)

Se'n va anar d'Ucraïna amb certs membres del seu govern cap a Varsòvia amb l'esperança de trobar un suport militar. Mentre esperava, Símon Petliura va ordenar començar la Primera Campanya d'hivern. Es tractava d'ofensives llançades per l'Exèrcit popular ucraïnès darrere les línies dels Exèrcits blancs i rojos del 6 de desembre del 1919 al 6 de maig del 1920. Però l'Exèrcit Roig acaba ocupant una gran part d'Ucraïna i Símon Petliura decidí acordar una aliança amb Polònia.
És en aquest període, segons el tractat de Varsòvia signat el 22 d'abril de 1920 que Józef Piłsudski i Símon Petliura van decidir l'acord que reconeixia la independència d'Ucraïna i que fixava les fronteres dels Estats ucraïnès i polonès. Aquest tractat cedia a Polònia les regions ucraïneses situades a l'oest del Riu Zbrutx (Galítsia i Volínia). D'altra banda, l'acord preveia preservar les possessions dels terratinents polonesos a Ucraïna, mentre que les dels seus homòlegs russos havien de ser distribuïdes entre els pagesos. El tractat va ser llavors completat per un acord militar signat el 24 d'abril, que col·locava les tropes de Petliura sota comandament de l'exèrcit polonès en vista de la imminent Ofensiva de Kíev contra els bolxevics.
Aquest acord va trobar l'hostilitat de nombrosos ucraïnesos que condemnaven la cessió de la Ucraïna occidental a Polònia. Mikhailo Hruixevski i Ievhèn Petruixèvitx, van denunciar sobretot aquest tractat. Els aproximadament 5 000 supervivents de l'Exèrcit ucraïnès de Galítsia van preferir aliar-se llavors amb l'Exèrcit Roig, tal com ho havien fet els soviètics ucraïnesos. Al costat del mariscal Józef Piłsudski, Símon Petliura, cap dels exèrcits, va participar en l'Operació Kíev, l'objectiu de la qual era, per a Piłsudski, de crear una «Gran Polònia» (Federació Międzymorze), que inclouria Ucraïna, Lituània i Belarús. Es va endegar una ofensiva conjunta 25 d'abril de 1920. Les forces poloneso-ucraïneses van prendre Kíev el 7 de maig del 1920, però van ser obligades a retirar-se'n el juny. De cara a la contra-ofensiva de les tropes soviètiques, Polònia va decidir acordar un armistici amb aquesta última el 12 d'octubre del 1920.
Llavors, Petliura va continuar la guerra contra els bolxevics, sense ajuda polonesa. Les tropes ucraïneses van ser obligades a anar-se'n del país el 21 de novembre del 1920 i van ser internades en camps a Polònia. Els dirigents de la República popular ucraïnesa van marxar a l'exili. Ucraïna va ser dividida entre Polònia i la Rússia comunista. Fins al 1924 van sobreviure diverses revoltes, sobretot la Segona Campanya d'hivern que es va desenvolupar el novembre de 1921, constituïda essencialment per partisans i per destacaments de voluntaris (soldats que estaven internats a Polònia) i l'objectiu dels quals era dur a terme incursions darrere les línies bolxevics, unificar les operacions dels partisans i escombrar el règim soviètic del territori ucraïnès.

### L'exili

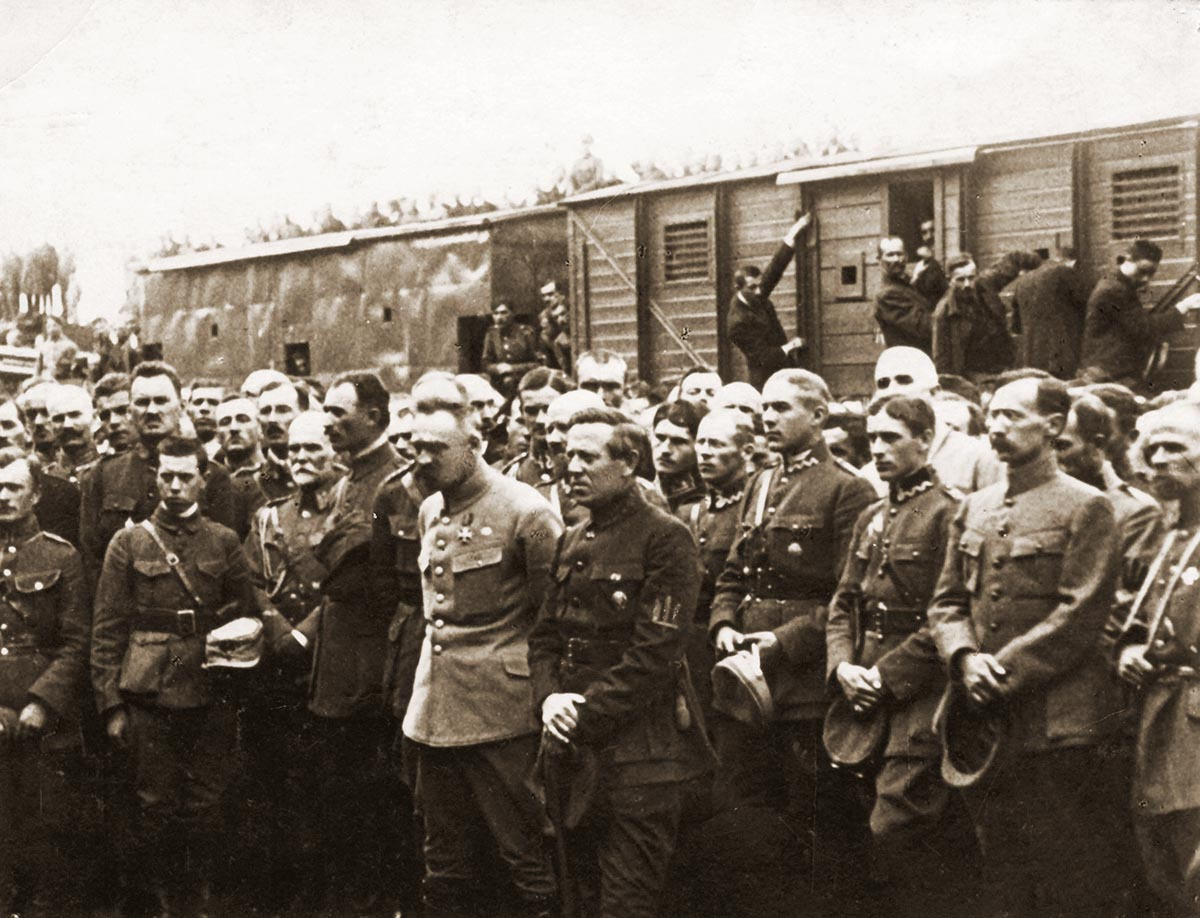
Símon Petliura i Józef Piłsudski acompanyats dels seus oficials a Ivano-Frankivsk el setembre de 1920

Símon Petliura se'n va anar definitivament d'Ucraïna l'octubre del 1920, quan ja s'havia proclamat la República Socialista Soviètica d'Ucraïna. En aquest moment, Símon Petliura i les seves forces van ser internats pels polonesos a Kalisz. Més tard, va dirigir el govern ucraïnès a exili a Tarnów i després a Varsòvia.
En el transcurs d'aquest exili, l'agost del 1921, Petliura es va posar en contacte amb el líder de la dreta sionista Zeev Jabotinski i li va proposar una gendarmeria per protegir els jueus quan es produís la propera reconquesta d'Ucraïna. Es va produir un acord el setembre de 1921, però el projecte no es va realitzar. De resultes d'aquest assumpte, Jabotinski va haver de dimitir de l'Organització sionista mundial. Els representants de Petliura van arribar igualment a un acord amb Borís Sàvinkov durant aquest mateix període, en el marc més ampli de les aliances amb Polònia.
La Rússia soviètica no havia deixat de reclamar Petliura a les autoritats poloneses. Aquest, no obstant això, estava protegit per diversos amics polonesos i col·legues com ara Henryk Józewski, cosa que no va impedir que els serveis secrets soviètics intentessin assassinar-lo la tardor de 1923. L'establiment de les relacions diplomàtiques entre Polònia i la Unió Soviètica va obligar Símon Petliura a marxar d'aquest país el 1923, escapant del seu internament amb un nom fals. Va viatjar a Budapest, Viena, Zúric, Ginebra i es va instal·lar finalment a París el 1924.
A la capital francesa, Símon Petliura va continuar lluitant per la independència d'Ucraïna, publicant diversos diaris i revistes, sobretot el setmanari Tryzub (Trident). sota diversos pseudònims (V. Marxenko, V. Salevski, I. Rokitski, S. Prosvitianyn, O. Riast). Vivia en condicions modestes, però va continuar dirigint el govern ucraïnès en l'exili. Fins al seu assassinat, va exercir una gran influència en els medis socialistes moderats dels exiliats polítics ucraïnesos.

### L'assassinat

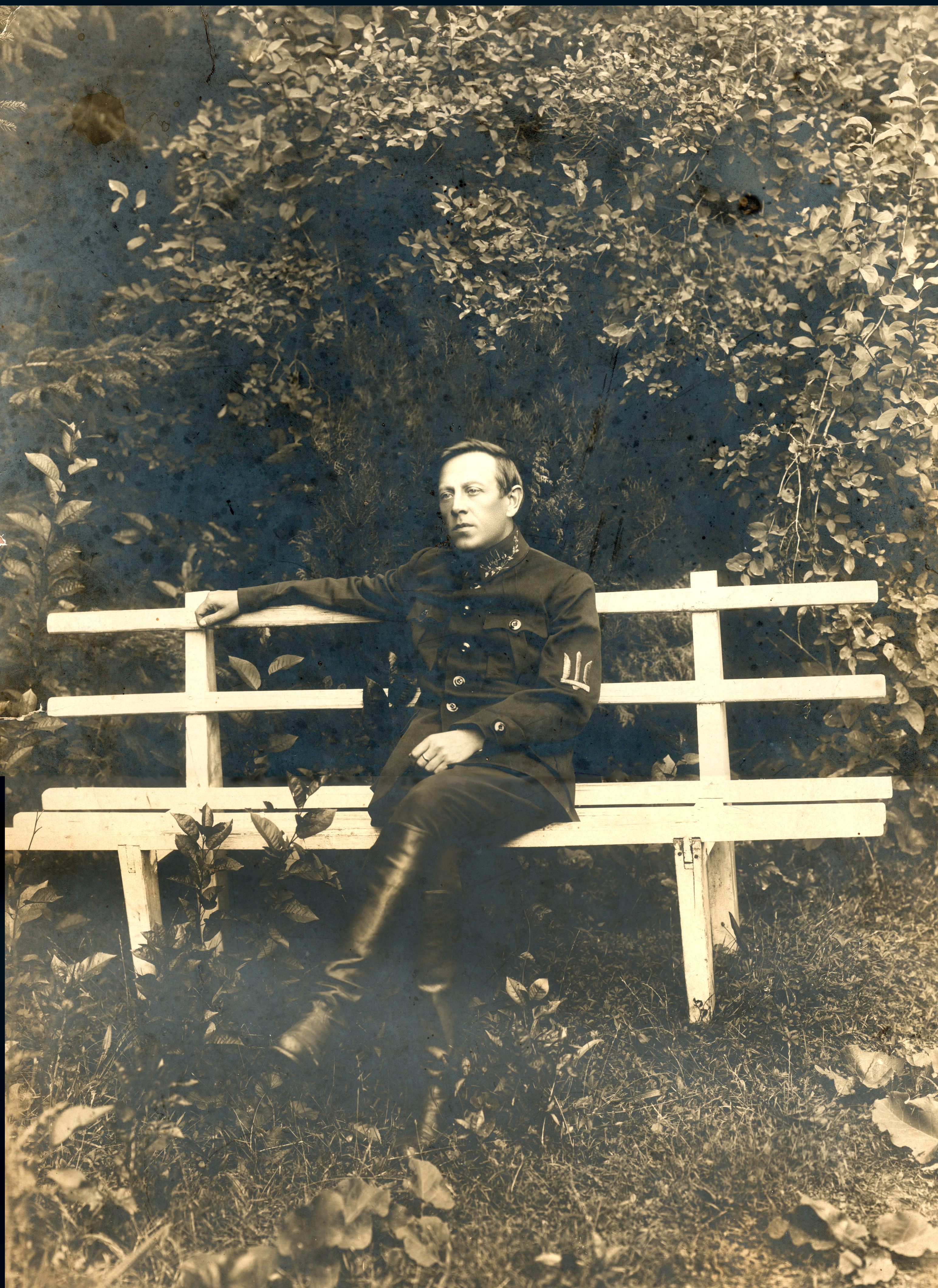
Símon Petliura a Kàmianets-Podilski el 1919

Símon Petliura va ser assassinat el 25 de maig de 1926, a la rue Racine de París per Sholom Schwartzbard, un anarquista jueu natiu de Bessaràbia. Aquest va disparar set bales, de les quals cinc van encertar Símon Petliura. Va justificar el seu acte afirmant que volia venjar els seus correligionaris d'Ucraïna, assassinats en els pogroms, instigats segons ell per Símon Petliura el 1919.
La mediatització del procés va ser a l'origen de la fundació de la Lliga contra els pogroms. Els debats van ser presidits per Monsieur Flory. Samuel Schwartzbard fou defensat per Henri Torrès, un advocat membre del Partit comunista. L'advocat general, Monsieur Reynaud, va sostenir l'acusació. La part civil va ser representada per César Campinchi, futur diputat i ministre radical-socialista. La dona de Petliura, Olha, i el seu cunyat Oskar, es van presentar com a part civil i van ser representats per Albert Willm, antic diputat socialista, de tendència molt conservadora.
Schwartzbard va obtenir el suport de L'Humanité, mentre que L'Action françaiese i L'Écho de Paris van denunciar-lo com un agent bolxevic, acusació que tenia el suport, entre d'altres, de l'antic director de l'CIA, Allen Dulles. Després de nou dies de procés, el tribunal i els seus jurats van absoldre Samuel Schwartzbard el 26 d'octubre del 1927, amb l'argument que havia venjat els pogroms, mentre que cap dels investigadors jueus i ucraïnesos no van atribuir el menor antisemitisme a Símon Petliura. Ans al contrari aquest hauria estat favorable a l'emancipació dels jueus, segons subratlla l'historiador Walter Laqueur. Certs historiadors, com ara Léon Poliakov, consideren que la mediatització del procés fou essencialment produïda per la propaganda del Komintern, que tenia un gran interès en el fet que Símon Petliura fos declarat culpable per legitimar millor la invasió d'Ucraïna.
Segons diverses fonts, l'assassinat va ser encarregat per l'OGPU (els serveis secrets soviètics) Certs historiadors subratllen que aquest assassinat podria estar lligat amb la tornada de Józef Piłsudski al poder a Polònia i la voluntat de les autoritats soviètiques, que voldrien prevenir-se contra una renovada aliança entre tots dos. El 1928, dues de les seves germanes, religioses en un convent ortodox, també van ser assassinades per l'OGPU. Símon Petliura és enterrat al Cementiri de Montparnasse a París; a Ucraïna, avui és considerat com un heroi nacional.

## Petliura i els pogroms
L'acusació, en el transcurs del procés, al·legada per l'assassí en contra de Símon Petliura d'una banda, i d'altra banda els pogroms perpetrats per tropes ucraïneses, són a l'origen d'una viva controvèrsia sobre el paper de l'otaman en aquests crims. L'altre retret que se li fa és la seva influència, que acaba descansant, en gran part, sobre senyors de la guerra de fet incontrolables. Petliura va intentar vanament dominar-los i integrar-los formalment al seu exèrcit. Però no aconsegueix fer-ho, obstaculitzat com estava per aquests nombrosos exèrcits irregulars i l'aïllament del seu aparell administratiu.
Segons diferents estimacions, entre 60.000 i 120.000 jueus va ser víctimes dels pogroms a Ucraïna. Sense comptar els ferits. Un 78% dels pogroms de la Revolució Russa van tenir lloc a Ucraïna. Un 40% d'aquests pogroms són atribuïts a l'Exèrcit popular ucraïnès. L'amplitud dels pogroms va marcar les consciències. També un ministre jueu de Petliura, Arnold Margolin, va dimitir després del pogrom de Proskurov el març de 1919, però no va deixar de defensar l'otaman contra l'acusació d'antisemitisme de la qual es va fer l'objecte. Va declarar que el govern ucraïnès no podia ser considerat responsable d'aquest pogrom, atès que va fer tot el possible per impedir-ho.

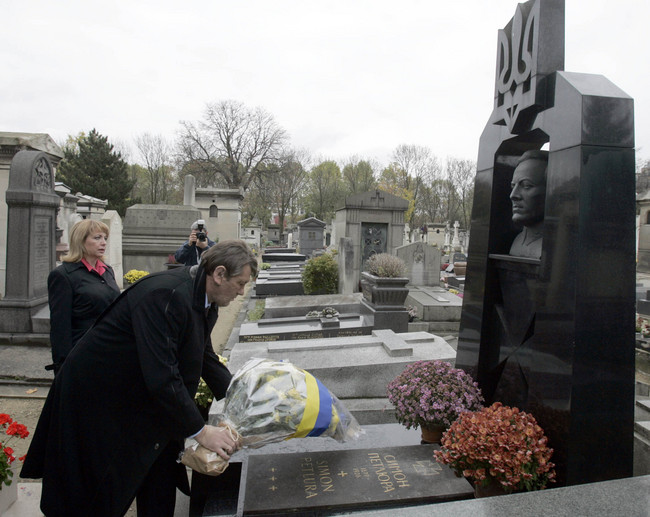
El president ucraïnès Víktor Iúsxenko i la seva dona, dipositant un ram de flors sobre la tomba de Símon Petliura al Cementiri de Montparnasse a París, el maig de 2005

Entre les mesures preses per Símon Petliura per fer front als pogroms, hi va haver la pena de mort. Diversos cosacs van ser afusellats per això a Tolni, Vakhorivka i en altres llocs. Petliura va intentar la reforma del seu exèrcit durant els mesos de maig i juny de 1919. Unitats de voluntàrs incertes van ser igualment dissoltes. Per posar fi als pogroms i a la seva incitació, Petliura va crear una inspecció militar amb el coronel Volodímir Kedrovski al capdavant. Va fomentar d'altra banda la formació de milícies jueves d'autodefensa. Però el Bund, organització amb la qual les relacions eren fluctuants, s'hi va oposar, sobretot per raons ideològiques.
Els esforços per combatre la violència que apuntava a la població jueva van ser saludats quan es va celebrar l'assemblea dels comitès de província de Podíl·lia i dels comitès urbans del Poale Zion que es van tenir lloc a Kàmianets-Podilski el 26 d'agost de 1919. Aquests van adoptar per unanimitat una resolució a favor de la participació dels jueus en el govern ucraïnès que reconeixia que aquest últim i el comandant suprem s'oposaven fermament als pogroms. També, a l'estiu 1919 hi va haver una millora i un acostament ucraïneso-jueu. Nombrosos representants jueus van tenir entrevistes amb Petliura i van expressar la seva solidaritat i el seu suport respecte al seu torn, com ara la delegació de Meier Kleiderman, els rabins de Gutman, els sionistes amb Altman, els artesans amb Jakob Kreis o fins i tot el Partit Socialista Unificat amb Elias Borhad.
Irònicament, és en el moment en què les relacions ucraïneso-jueves van millorar, Petliura va ser descrit a l'estranger com un antisemita. De cara a la polèmica, el mateix Petliura va proposar als representants jueus de fer una comissió d'investigació independent sobre els pogroms. En una carta datada del 20 d'octubre de 1919, el cèlebre escriptor Israel Zangwill, fundador de l'Organització jueva territorialista, atorgava la seva confiança a Petliura, però els altres representants es van negar a participar-hi, tot evocant la situació caòtica d'Ucraïna. Petliura no subscrivia les acusacions de l'època en contra dels jueus, segons les quals van ser globalment procomunistes.
En l'aspecte personal, Petliura va ser més aviat filosemita, com ho testimonia la seva defensa judicial que figura en el prefaci de l'obra teatral Els jueus de Txiritov publicat el 1907 a Kíev. Els treballs d'investigadors jueus i ucraïnesos sobre aquest període no han descobert cap participació de la seva part als pogroms ni tendències antisemites en les paraules i les publicacions d'aquest últim. Símon Petliura comptava amb diversos jueus en el seu govern, com ara Solomon Goldelman (Соломон Гольдельман), ministre de les Minories, o Abraham Revutski (Аврам Ревуцький), ministre d'assumptes jueus (ambdós membres del Partit socialista jueu Poale Zion).
Tanmateix, tot i saber-se que Petliura no va tenir més que una influència parcial sobre les seves pròpies tropes, li va ser retreta la seva reacció tardana per fer front als pogroms. Durant el primer semestre del 1919, no va tenir en compte les demandes de sanció fetes pels responsables civils del Directori i no va reaccionar fins a l'agost de 1919. Henry Abramson subratlla el fet que Petliura no va prendre mesures suficients pel que fa a això entre gener i abril de 1919. Petliura es va mostrar vacil·lant en aquell moment, a conseqüència de nombroses desercions en l'exèrcit, i temia que el fet de castigar els responsables militars no conduís a motins.

## Llegat
La propaganda i la historiografia soviètiques van descriure Símon Petliura com un antisemita fanàtic, un individu demoníac. Aquesta imatge es va ancorar eficaçment en el pensament de la gent, en ser poc conegudes les informacions sobre el moviment nacional ucraïnès de l'època i les seves manifestacions en el transcurs d'un període agitat. També els escrits de Símon Petliura, en un gran nombre, contradiuen aquestes al·legacions.
El grau de responsabilitat moral atribuïble a Petliura en tant que cap dels exèrcits en els pogroms suscita sempre debats entre historiadors però la imatge que aquests últims donen del personatge és ben diferent. Tret de la posició de Petliura enfront dels jueus, posada en evidència a l'obra Symon Petlioura et les Juifs de Taras Hunczak i després a A prayer for the governement de Henry Abramson, el nacionalisme extrem li va ser imputat equivocadament.
La memòria de l'otaman fou sobretot preservada i idealitzada per la diàspora ucraïnesa fins a l'esfondrament de la Unió soviètica i la independència d'Ucraïna. Des de llavors Símon Petliura va ser rehabilitat, elevat al rang d'heroi i es va permetre l'accés als arxius que tractaven temes relacionats amb la seva biografia. Se li dedicaren diversos moviments a tot el país i en ocasió del 130è aniversari del seu naixement, un carrer de la capital va rebatejar-se en honor seu. El nom de Símon Petliura està també indubtablement vinculat al combat del poble ucraïnès per la seva independència.